# 柘榴坂

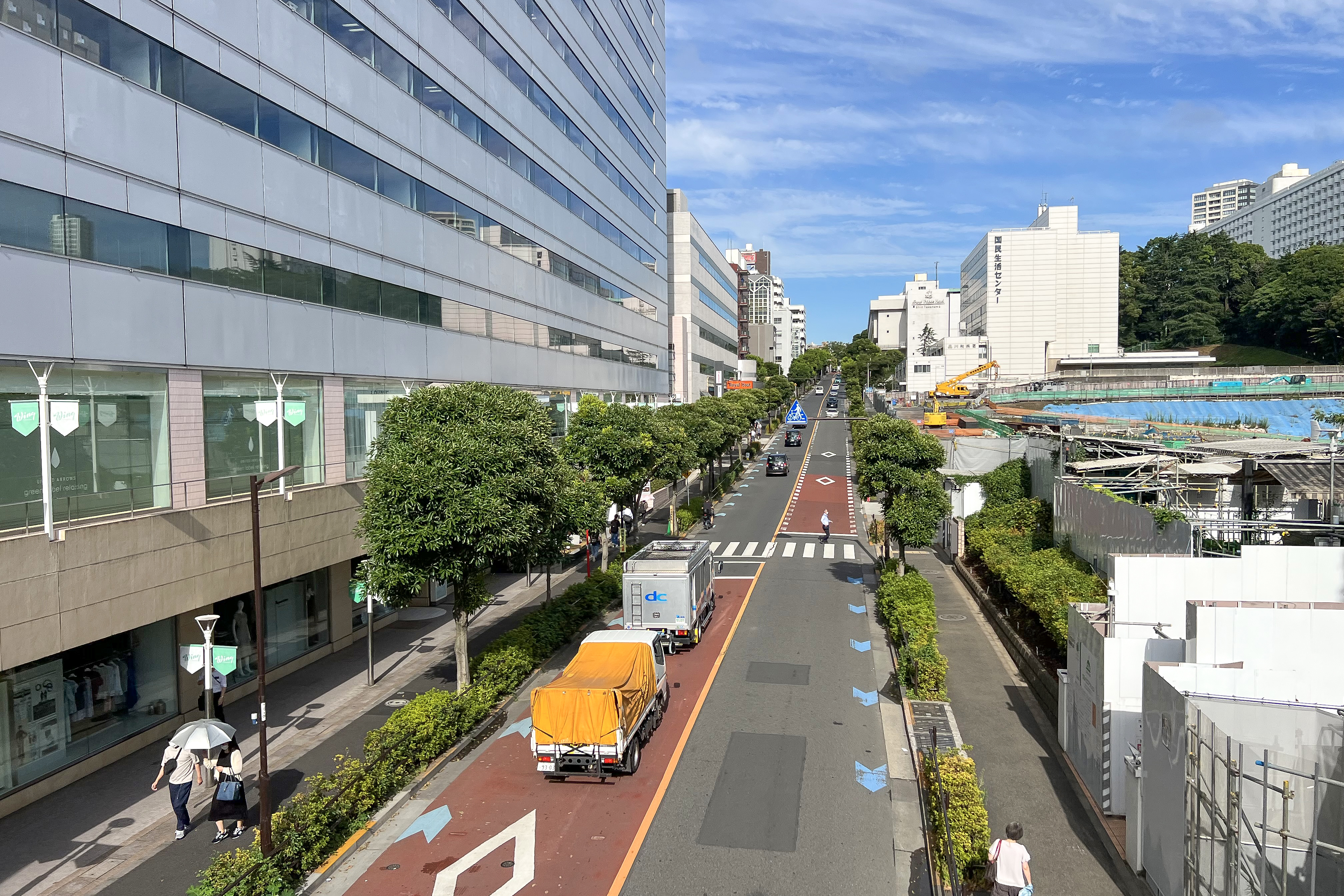
柘榴坂下（左は京急第1ビル）

柘榴坂（ざくろざか）は東京都港区高輪三丁目と四丁目の境界に存在する坂。品川駅高輪口（西口）から第一京浜を挟んで、まっすぐ西側に上る道である。
途中には、グランドプリンスホテル新高輪がある。坂上には、都営バス「グランドプリンスホテル新高輪前」停留所が、坂下には、都営バス「品川駅前」停留所、ウィング高輪、旧京品ホテル（現在はパチンコ屋）がある。
なお、この坂を経由する都バスは、品93と品97の2系統である。

## 歴史
坂名の起源は伝わっていない。柘榴の木があったためと言われる。江戸時代はカギ形に折れ曲がる坂であったが、明治時代に直進するように作り変えられ、石榴新坂とも呼ばれていた。
江戸時代においては、北側が薩摩藩島津家下屋敷、南側が久留米藩有馬家下屋敷と、両側を広大な屋敷に挟まれていた。坂下南側には高山稲荷に通じる二百数段の石段が伸びていたが、同社は境内縮小により現在柘榴坂とは接していない。

### 柘榴坂を題材にした作品
- 『柘榴坂の仇討』 - 浅田次郎の短編小説。『中央公論』（中央公論新社）2002年2月号掲載。

座標: 北緯35度37分45秒 東経139度44分11秒 / 北緯35.62917度 東経139.73639度